# 第3次L・L・ラスムセン内閣
第3次L・L・ラスムセン内閣（口語的には、VLAK-regeringenまたはtrekløverregeringen ）は、第2次L・L・ラスムセン内閣を引き継ぎ、2016年11月28日に就任した。ヴェンスタ、自由同盟、保守党からなる少数連立政権だった。 この内閣は、デンマーク国民党からの議会の支援に依存していた。 2019年の国政選挙後、ラスムセンは辞任を表明し、政府はフレデリクセン内閣が任命される6月27日まで暫定政府として存続した。 

## 大臣の一覧
| 役職                           | 画像 | 氏名                             | 政党                  | 任期                         |  |
| ------------------------------ | ---- | -------------------------------- | --------------------- | ---------------------------- |  |
| 首相                           |      | ラース・ロッケ・ラスムセン       | ヴェンスタ            | 2016年11月28日-2019年6月27日 |  |
| 外務大臣                       |      | アンダース・サミュエルセン       | 自由同盟 (デンマーク) | 2016年11月28日-2019年6月27日 |  |
| 財務大臣                       |      | クリスチャン・イェンセン         | ヴェンスタ            | 2016年11月28日-2019年6月27日 |  |
| 経済内務大臣                   |      | SimonEmilAmmitzbøll-Bille        | 自由同盟 (デンマーク) | 2016年11月28日-2019年6月27日 |  |
| 法務大臣                       |      | Søren Pape Poulsen               | 保守党 (デンマーク)   | 2016年11月28日-2019年6月27日 |  |
| 商務・ビジネス・成長大臣       |      | ブライアン・ミケルセン           | 保守党 (デンマーク)   | 2016年11月28日-2018年6月21日 |  |
| 商務・ビジネス・成長大臣       |      | Rasmus Jarlov                    | 保守党 (デンマーク)   | 2018年6月21日-2019年6月27日  |  |
| 国防大臣                       |      | Claus Hjort Frederiksen          | ヴェンスタ            | 2016年11月28日-2019年6月27日 |  |
| 労働大臣                       |      | トロールス・ルンド・ポールセン   | ヴェンスタ            | 2016年11月28日-2019年6月27日 |  |
| 移民統合大臣                   |      | IngerStøjberg                    | ヴェンスタ            | 2016年11月28日-2019年6月27日 |  |
| 教育大臣                       |      | Merete Riisager                  | 自由同盟 (デンマーク) | 2016年11月28日-2019年6月27日 |  |
| 保健大臣                       |      | エレン・トレーン・ノルビー       | ヴェンスタ            | 2016年11月28日-2019年6月27日 |  |
| 文化・教会大臣                 |      | メッテ・ボック                   | 自由同盟 (デンマーク) | 2016年11月28日-2019年6月27日 |  |
| 科学技術、 情報と高等教育大臣  |      | ソーレン・ピン                   | ヴェンスタ            | 2016年11月28日-2019年6月27日 |  |
| 科学技術、 情報と高等教育大臣  |      | トミー・エイラーズ               | 無所属                | 2016年11月28日-2019年6月27日 |  |
| 子供と社会保障大臣             |      | マイメル・カード                 | 保守党 (デンマーク)   | 2016年11月28日-2019年6月27日 |  |
| 運輸・建築・住宅大臣           |      | Ole Birk Olesen                  | 自由同盟 (デンマーク) | 2016年11月28日-2019年6月27日 |  |
| 税務大臣                       |      | カルステン・ラウリッツェン       | ヴェンスタ            | 2016年11月28日-2019年6月27日 |  |
| 高齢者大臣                     |      | Thyra Frank                      | 自由同盟 (デンマーク) | 2016年11月28日-2019年6月27日 |  |
| エネルギー・供給・気候問題大臣 |      | ラース・クリスチャン・リルホルト | ヴェンスタ            | 2016年11月28日-2019年6月27日 |  |
| 開発協力大臣                   |      | UllaTørnæs                       | ヴェンスタ            | 2016年11月28日-2019年6月27日 |  |
| 環境・食品大臣                 |      | Esben Lunde Larsen               | ヴェンスタ            | 2016年11月28日-2018年5月2日  |  |
| 環境・食品大臣                 |      | ヤコブ・エレマン-イェンセン      | ヴェンスタ            | 2018年5月2日-2019年6月27日   |  |
| 公共イノベーション大臣         |      | ソフィー・ローデ                 | ヴェンスタ            | 2016年11月28日-2019年6月27日 |  |
| 男女平等大臣と北欧協力大臣     |      | カレン・エレマン                 | ヴェンスタ            | 2016年11月28日-2018年5月2日  |  |
| 男女平等大臣と北欧協力大臣     |      | Eva Kjer Hansen                  | ヴェンスタ            | 2018年5月2日-2019年6月27日   |  |